# Borrego Katahdin
El borrego Katahdin es un tipo de oveja que tiene sus inicios a finales de los años de 1950, siendo creada por Michael Piel, en Estados Unidos, nombrada así por el Monte Katahdin en Maine. La raza se desarrolló mediante una hibridación de borregos con pelo que venían de El Caribe con unas razas de lana como el Dorset, Suffolk, Cheviot y Wiltshire, el resultado fue un animal con mejor carne que conservaba su forma de adaptación al clima cálido. En el año de 1970, el Wiltshire Horn, una raza que se encontraba en Inglaterra la cual pierde el pelo, fue incorporada al rebaño para mejorar el tamaño y tener mejor calidad del animal para consumo.
Del  rebaño original los nuevos criadores llevaron a cabo una selección cuidadosa que tuvieran en común el tipo de pelaje, la calidad del animal para venderse en carne y su eficiencia reproductiva. Por esto se logró la expansión del número de borregas Katahdin en Norteamérica y muchos otros países como en los estados del sur de la Unión Americana, principalmente en las costas del Golfo de México como son Luisiana, Alabama y Florida. En México hay varios rebaños los cuales son utilizados como mejoradores de rebaños de ovinos de pelo comerciales. Los principales criaderos de raza pura se encuentran en Tamaulipas, Nuevo León, Querétaro, Guanajuato, Jalisco, Veracruz, Yucatán y Tabasco. 

## Características
La raza katahdin no tiene lana, es muy fácil de mantener ya que tolera los climas extremos y es por eso que no requiere esquila. Son borregos de estatura mediana, musculosos y  pesados, tienen el lomo ancho y extremidades redondeadas, puede ser de varios colores que van desde el blanco hasta el tabaco oscuro, con pelo denso y grueso y que durante el invierno pueden desarrollar algo de lana. Los pesos promedio en hembras van de los 60 a 65 kilogramos y en machos de 100 a 125 kg. Su fácil adaptación a diferentes áreas geográficas, temperatura, humedad, alimentación fuente de forraje y sistema de manejo hace que sean unos excelentes animales para domesticar. Las borregas no tienen complicación para reproducirse, tienen buena habilidad para dar leche y cuidar a sus crías. Poseen un alto potencial para una pubertad temprana, fertilidad, y sobre vivencia de la cría.

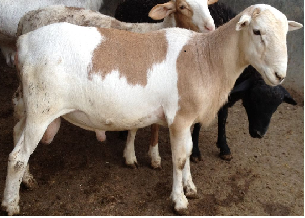
Semental raza Katahdin.

Aunque al parecer no se cumplió completamente el objetivo deseado, si se obtuvieron ciertas características como tener tres pariciones cada dos años, son muy aferradas a sus crías dejándolos hasta que son grandes de edad debido a que son grandes productoras de leche, se adaptan fácilmente a los cambios de clima, soportan altas y bajas temperaturas o climas templados, durante las épocas de frío desarrollan una capa de pelo más grande y un poco más gruesa mientras que durante las épocas de calor este pelaje lo desechan, el cambio de muda les permite de igual manera adaptarse a la resequedad o a la humedad.
El pelaje de los Katahdin varía individualmente, se nota desde el grosor, la longitud o hasta la tonalidad de las fibras y combinación de colores, es importante señalar que aunque podría encontrársele algún tipo de uso a su pelaje, generalmente no se recoge cuando cambia de muda y no es necesario rasurarlos como otros de sus parientes.
Otra de sus características importantes es que son muy resistentes a los parásitos, lo cual permite que su crianza sea más fácil de lograr y su crecimiento es acelerado debido a la ausencia de los mismos.

### Aspecto
Estatura media, con pelaje áspero, la cabeza es erecta y preferentemente sin cuernos, tienen un pecho muy amplio, los hombros se mezclan ligeramente con la espalda y tienen un cuello de mediana longitud, el rabo puede ser variable con patas largas.
Como realmente es una especie de diseño también cuenta con características de imperfección, por mencionar algunas, la mayoría tiene huesos livianos, hombros y espalda frágil, patas combas y testículos relativamente pequeños.

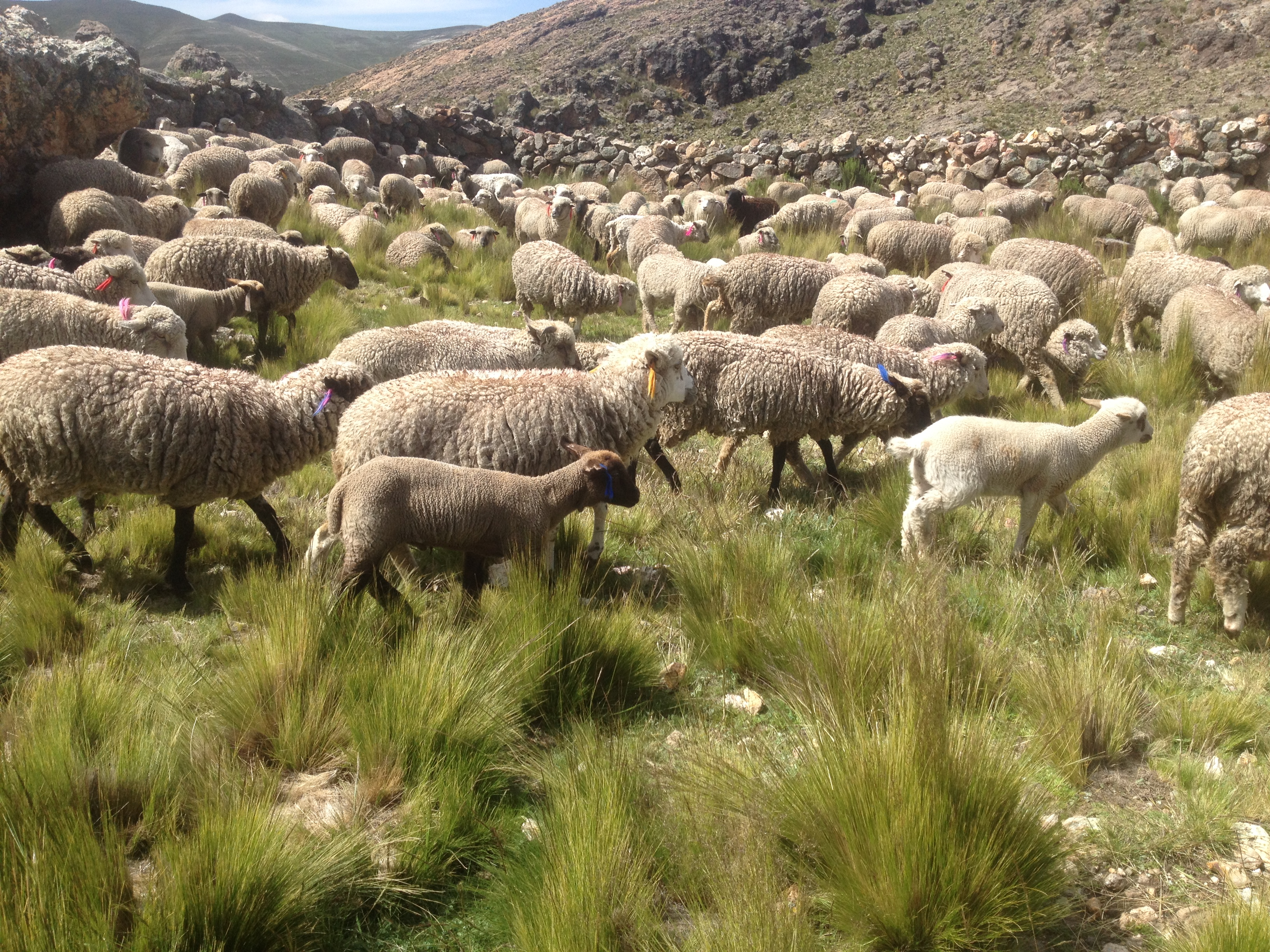

Se hicieron estudios de resistencia a los parásitos internos a los borregos katahdin, estos fueron hechos en Arkansas, donde se demostró que las borregas Katahdin poseen un mayor grado de tolerancia a los parásitos que las borregas que tienen lana.

### Reproducción
Su etapa de fertilidad es muy temprana, aproximadamente a los siete meses y tienen una vida larga de reproductividad, incluso las ovejas mayores usualmente comienzan a tener mellizos, trillizos o hasta cuatrillizos, suelen dar a luz si necesidad de la asistencia humana y se hacen cargo de los corderos de igual manera, sin apoyo humano. Después de cinco meses de gestación, la oveja pare una o dos crías en cada parto.

## Comercialización
En cualquier parte de América, la crianza de esta raza es altamente rentable, lo que realmente frena la comercialización y el desarrollo de los ovino cultores es la falta de un esquema adecuado, y aunque el gobierno ha intentado dar apoyos e invertir en la crianza, la cultura de la gente no está habituada al consumo de la carne de borrego, además de que los grandes productores pueden llevar directamente sus animales al rastro, los pequeños productores no tienen esta capacidad y tienen que venderlos a intermediarios los cuales realmente abusan de este beneficio. Se pueden vender los corderos a temprana edad, ya que su crecimiento acelerado permite una buena producción de carne, libre de grasa y buen sabor.